# Thysanopyga agasusaria
Thysanopyga agasusaria là một loài bướm đêm trong họ Geometridae.